# Estado de Los Altos

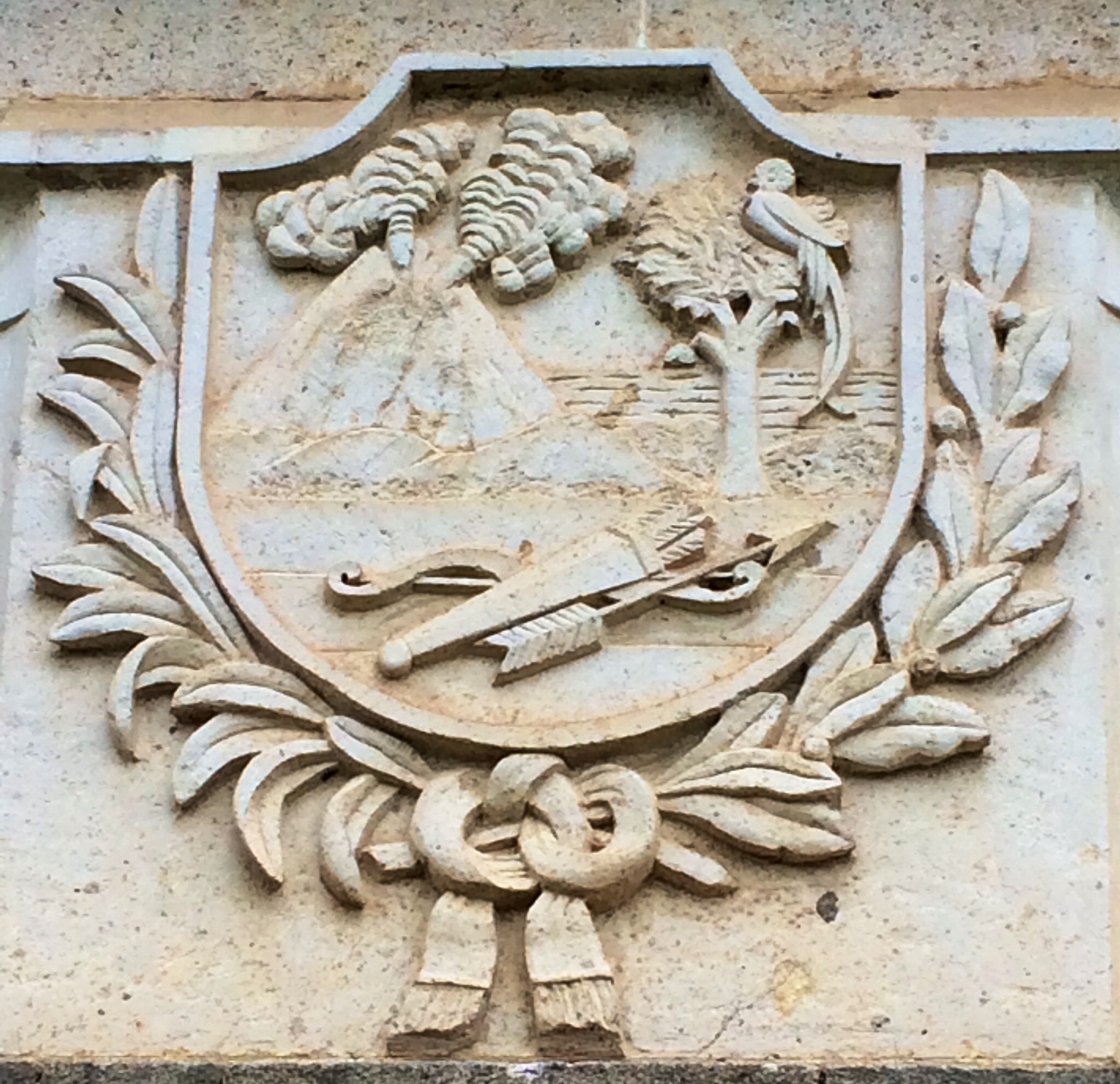
Escudo del Estado de los Altos.

El Estado de Los Altos o simplemente Los Altos, fue un efímero estado dentro de la República Federal de Centro América. Se creó en el occidente del estado de Guatemala, como resultado de las aspiraciones de la élite liberal local que no reconocía la autoridad conservadora del Estado de Guatemala. Su segregación fue proclamada formalmente el 2 de febrero de 1838 en la ciudad de Quetzaltenango, y fue reconocida por el Congreso centroamericano el 5 de junio de ese mismo año. El territorio ocupado por Los Altos correspondía al que en ese tiempo tenían los departamentos guatemaltecos de Quetzaltenango, Totonicapán y Sololá. Los Altos fue recuperado por Rafael Carrera para Guatemala en enero de 1840.

## Historia
La región occidental de la actual Guatemala había mostrado intenciones de obtener mayor autonomía con respecto a las autoridades de la ciudad de Guatemala desde la época colonial, pues los criollos de la localidad consideraban que los criollos capitalinos que tenían el monopolio comercial con España no les daban un trato justo. Así, su representante en las Cortes de Cádiz solicitó la creación de una intendencia en Los Altos, gobernada por autoridades propias. El advenimiento de la independencia de América Central de alguna manera canceló esta posibilidad, pero el separatismo de los altenses perduró. Tras la disolución del Primer Imperio Mexicano y la consecuente separación de la República Federal de Centroamérica Los Altos continuó buscando su separación de Guatemala. Hay dos condiciones que fueron favorables a las pretensiones de la élite criolla altense: la creación de un marco legal en la constitución centroamericana para la formación de nuevos estados dentro del territorio de la república y la llegada al gobierno de los federalistas liberales, encabezados por Francisco Morazán.

### Independencia de Los Altos
El área de Los Altos estaba poblada mayoritariamente por indígenas, quienes habían mantenido sus tradiciones ancestrales y sus tierras en el frío altiplano del oeste guatemalteco. Durante toda la época colonial habían existido revueltas en contra del gobierno español. Luego de la independencia, los mestizos y criollos locales favorecieron al partido liberal, en tanto que la mayoría indígena era partidaria de la Iglesia Católica y, por ende, conservadora.
Durante la administración del gobierno del Dr. Mariano Gálvez, los criollos y ladinos de Los Altos tenían un gran resentimiento contra los comerciantes de la Ciudad de Guatemala —los miembros del Clan Aycinena—, quienes monopolizaban el comercio y se oponían rotundamente a la construcción de un puerto en el Pacífico y de una carretera que le sirviera a Los Altos para comerciar con países extranjeros directamente.
En mayo de 1836, un periódico de la localidad propuso que se formara un estado que comprendiera a las regiones de Quetzaltenango, Totonicapán, Sololá y Suchitepéquez, que tendría alrededor de doscientos mil habitantes y que les permitiría mayor libertad de acción y mejor representación ante la Federación Centroamericana.
Al caer el gobierno de Gálvez, los representantes criollos de Los Altos aprovecharon para separarse del Estado de Guatemala el 2 de febrero de 1838. El gobernador Valenzuela no pudo hacer nada al respecto, y el congreso de la República Federal de Centroamérica reconoció al Sexto Estado el 5 de junio de 1838 con una junta de gobierno provisional compuesta por Marcelo Molina Mata, José M. Gálvez y José Antonio Aguilar, mientras que el general mexicano Agustín Guzmán - antiguo oficial del ejército de Vicente Filísola que se había radicado en Quetzaltenango- quedó al mando del ejército del Estado. La bandera de Los Altos era una modificación de la de las Provincias Unidas del Centro de América, con escudo en el centro mostrando un volcán al fondo y un quetzal resplandeciente -un ave local que representaba la libertad- delante.
La idea de estado finalizó ante los hechos de traición por parte de líderes de Quetzaltenango que desde tiempos atrás ya habían mostrado su ambición y traición a la región, como cuando traicionaron a Tzul, líder de Totonicapán.
Finalmente, en diciembre de 1838, Molina fue elegido como Gobernador del Estado, y de inmediato empezó a trabajar en el desarrollo del puerto en el Pacífico y en mejorar las relaciones con el gobierno federal en San Salvador. Los indígenas de Occidente, por su parte, acudieron a la ciudad de Guatemala a quejarse de los líderes altenses ladinos, en especial del Jefe Político de Totonicapán, Macario Rodas, Comandante Militar, Agustín Guzmán y de los milicianos de San Carlos Sija, quienes les habían impuesto cargas fiscales extraordinarias, no habían derogado el impuesto personal impuesto por el gobierno de Gálvez y habían arrebatado gran parte de sus tierras ejidales. En represalia, las autoridades altenses encarcelaron a los quejosos.

## Creación del Estado de Los Altos
En 1838 se creó el sexto estado, El Estado de Los Altos, teniendo como capital la ciudad de Quetzaltenango, comprendiendo los territorios del occidente de Guatemala y el territorio del actual de Soconusco, (México).
| La Asamblea Nacional Constituyente de la Federación Centroamericana en sesión plenaria celebrada el cinco de junio del año de 1838 habiéndose tomado en consideración la necesidad de crear un Sexto Estado se acuerda: - Crear el Estado de Los Altos, teniendo como capital a la ciudad de Quetzaltenango conformada por una junta de gobierno provisional, de la siguiente manera: 1. Marcelo Molina Mata, electo Gobernador del Estado de Los Altos. 2. José M Gálvez 3. José Antonio Aguilar 4. General Agustín Guzmán Comandante en Jefe del Ejército del Estado de Los Altos. El Estado comprenderá los siguientes territorios: - Quetzaltenango, Totonicapán, Sololá, Suchitepéquez y Soconusco. - Procédase a trabajar de inmediato en el desarrollo del Puerto del Pacífico por orden del Señor Gobernador del estado Federal de los Altos, José M Gálvez y a mejorar las relaciones con el Gobierno Federal de San Salvador. —Manuel Pineda Mont, Recopilación de las leyes de Guatemala, 1859 |

Luego de la separación del Estado de Los Altos, la Asamblea Constituyente dividió al Estado de Guatemala en siete departamentos y dos distritos, de acuerdo con el siguiente decreto del 12 de septiembre de 1839:
| La Asamblea Constituyente del Estado de Guatemala: Habiendo tomado en consideración la necesidad que hay de hacer una nueva y conveniente división del territorio, después de la separación de los departamentos que componen el Estado de los Altos. Con presencia de los datos e informes que ha presentado el gobierno sobre el particular, ha decretado: 1. El estado de Guatemala se divide en siete departamentos, a saber: el de Guatemala, el de Sacatepéquez, el de Chimaltenango, el de Escuintla, el de Mita, el de Chiquimula y el de la Verapaz. 2. También componen dos distritos separados con dependencia inmediata del gobierno, Izabal y el Petén. 3. Los departamentos y distritos referidos, comprenden las poblaciones y lugares que se señalan en la tabla que acompaña a esta ley. 4. Mientras se reúnan datos más exactos, con presencia de los padrones que deben formarse para hacer por otra ley la división permanente del territorio, el gobierno queda autorizado para poder agregar o segregar de unos a otros, los pueblos o lugares que lo soliciten, con causa fundada en el mejor servicio y bien de los mismos pueblos, previo al informe de los jefes respectivos. 5. El mismo gobierno, en las providencias que tome, para la demarcación del territorio de los departamentos, procurará en lo que sea posible, que sea la misma la de los curatos y sus comprensiones, a fin de evitar embarazos y facilitar en todo el mejor servicio público. —Manuel Pineda Mont, Recopilación de las leyes de Guatemala, 1859 |

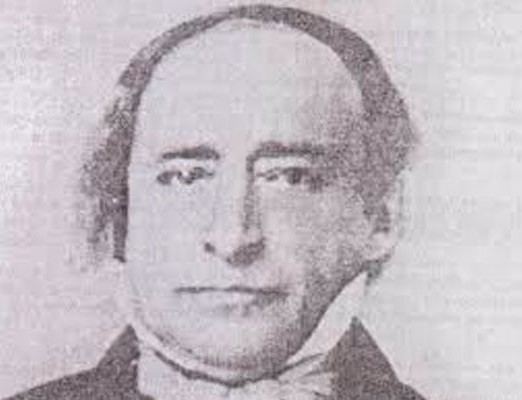
Marcelo Molina Matta.

En 1839, Miguel Larreynaga fue designado Presidente de la Asamblea Constituyente del Estado de Los Altos.
El 31 de mayo de 1839, el Estado de Los Altos siguió el ejemplo del resto de estados de la Federación y se declaró libre, soberano e independiente y agregó a las regiones de Soconusco y Huehuetenango. El 10 de agosto de 1839, el nuevo estado independiente firmó un tratado con El Salvador, para defenderse de una posible invasión de las tropas conservadoras de Rafael Carrera, el cual fue ratificado por Francisco Morazán el 8 de septiembre.
Hasta entonces, el Clan Aycinena favorecía el libre comercio con los otros estados centroamericanos y eso incluía permitir el ingreso de textiles altenses sin tener pagar impuestos; cuando Los Altos estableció una tarifa impositiva sobre sus textiles, el gobierno guatemalteco protestó formalmente. Esto llevó a un escalamiento en la tensión, y ambos gobiernos empezaron a acusarse mutuamente de ser tiránicos; la propaganda liberal acusaba a los aristócratas guatemaltecos de despotismo y a Carrera de ser un salvaje, que vestía uniforme únicamente porque se lo habían regalado los ingleses.

### Religión católica en el Estado
En agosto de 1839 el provisor de la Iglesia Católica Antonio de Larrazábal y Arrivillaga emitió un decreto que constituía una vicaría foránea en el Estado de Los Altos, estado recién formado por criollos liberales en la región de Quetzaltenango que se oponían al auge conservador que ocurría en Guatemala bajo el liderazgo del general Rafael Carrera y Turcios. Larrazábal nombró al doctor José Matías Quiñones Manzanares encargado del curato de San Miguel Totonicapán y negoció con los liberales para que apoyaran al arzobispo Casaus y Torres expulsado en 1829 a cambio para dar paso legal a la autonomía eclesiástica del nuevo estado.

### Invasión y absorción del Estado de los Altos

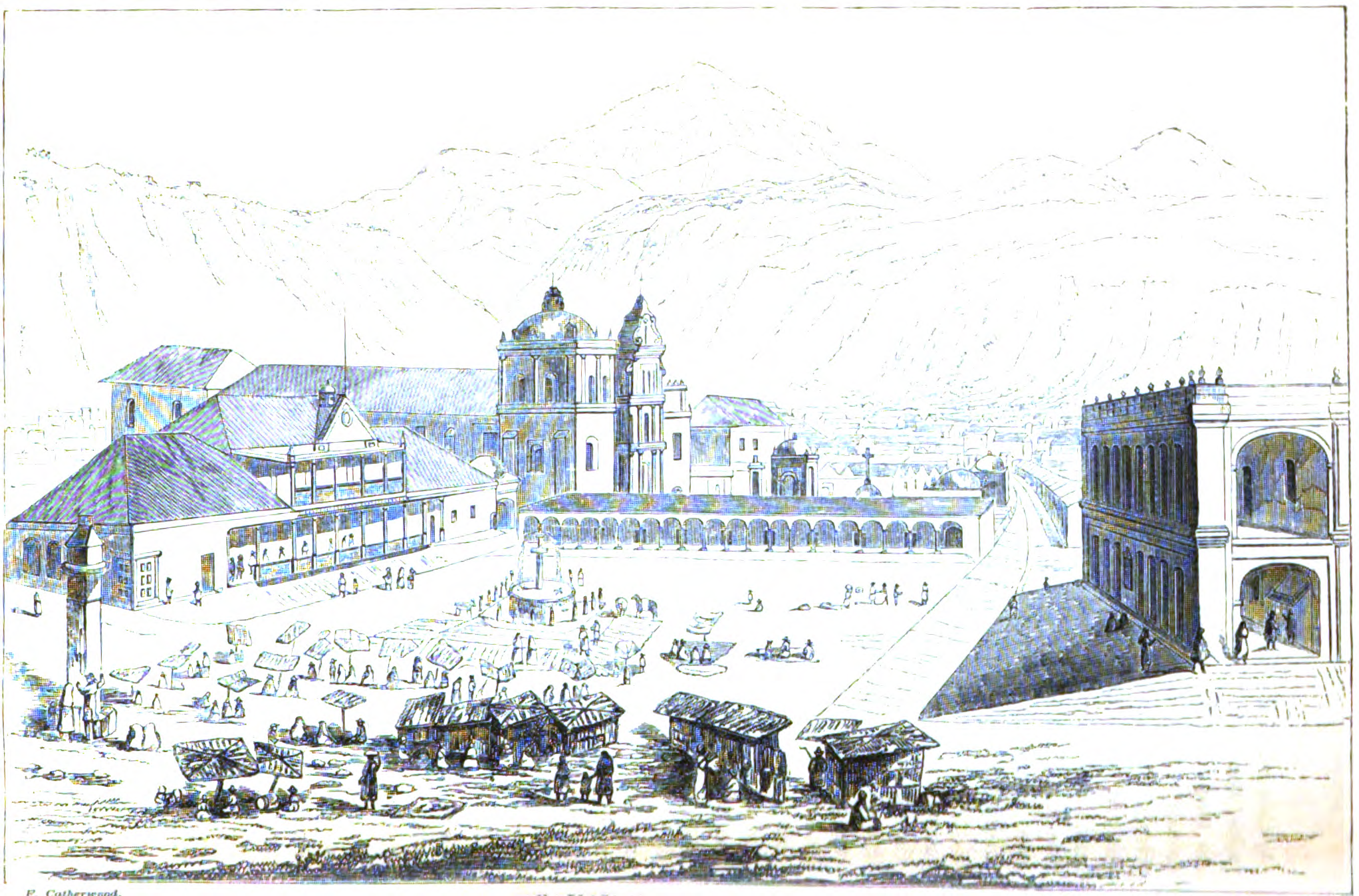
Dibujo del parque central de Quetzaltenango en 1840, cuando la ciudad era la capital del Estado de Los Altos.

Las revueltas indígenas alcanzaron su punto crítico el 1.º. de octubre de 1839, en Santa Catarina Ixtahuacán, Sololá, cuando tropas altenses reprimieron una sublevación y mataron a cuarenta vecinos. Encolerizados, los indígenas acudieron a Carrera en busca de protección. Por otra parte, octubre de 1839 la tensión comercial entre Guatemala y Los Altos dio paso a movimientos militares; hubo rumores de que el general Agustín Guzmán estaba organizando un ejército en Sololá con la intención de invadir Guatemala, lo que puso en máxima alerta. A finales de noviembre, cuando Carrera regresó de El Salvador, el gobierno guatemalteco confiscó un cargamento de armas que estaba destinado para Los Altos y, con la ayuda del cónsul británico Frederick Chatfield -que se había mudado a la Ciudad de Guatemala tras tener roces con el presidente federal Francisco Morazán- los miembros del Clan Aycinena iniciaron los preparativos para un ataque a Los Altos.
Los liberales en Los Altos mantuvieron sus duras críticas al gobierno conservador de Mariano Rivera y Paz; tenían incluso su propio periódico: El Popular. Por su parte, los conservadores guatemaltecos atacaban a los altenses en su publicación El Tiempo. Además, como Los Altos era la región con mayor producción y actividad económica del antiguo Estado de Guatemala, los conservadores perdían muchos de los méritos que sostenían al Estado guatemalteco en la hegemonía de Centro América. Mientras Carrera se preparaba reclutando voluntarios en la Verapaz, el gobierno de Guatemala intentó llegar a una solución pacífica, y el 18 de diciembre de 1839 apremió al representante de Los Altos en Guatemala a firmar un convenio de paz y amistad; el tratado garantizaba la paz, pero con la condición de que Los Altos tenía que devolver a Guatemala las armas que Agustín Guzmán le había confiscado a Carrera cuando lo apresó en enero de 1839. Mientras los altenses consideraban aceptar el ultimátum guatemalteco, Carrera publicó una proclama en la que llamó a los indígenas de Los Altos a rebelarse en contra del gobierno quetzalteco, lo que provocó revueltas de las que el gobierno guatemalteco se valió en enero de 1840 para decir que los indígenas rogaban a Carrera para salvarlos de la «opresión de los liberales quetzaltecos».
Al mediodía del 20 de enero de 1840, Carrera se dirigió a la frontera con el Estado de Los Altos para esperar al enviado del estado altense con la ratificación del ultimátum y el cargamento de armas; mientras esperaba, arengaba a sus tropas diciéndoles que el enemigo liberal todavía tenía a Quezaltenango sumido en la opresión y la tiranía y que, junto con San Salvador, era el único obstáculo para que retornaran a sus hogares. Para contener una posible invasión de las fuerzas morazánicas desde El Salvador, Carrera envió a Vicente Cruz a guardar la frontera.
El gobierno de Los Altos envió un emisario a Morazán, pero fue interceptado por las fuerzas de Carrera; entonces, el 22 de enero el general Agustín Guzmán declaró la guerra a Guatemala. Tras algunas escaramuzas, los ejércitos se enfrentaron en Sololá el 25 de enero; Carrera venció a las fuerzas del general Agustín Guzmán e incluso lo apresó mientras que el general Doroteo Monterrosa venció a las fuerzas altenses del coronel Antonio Corzo el 28 de enero. El gobierno quetzalteco colapsó entonces, pues aparte de las derrotas militares, los poblados indígenas abrazaron la causa conservadora de inmediato; al entrar a Quetzaltenango al frente de dos mil hombres, Carrera fue recibido por una gran multitud que lo saludaba como su «libertador».
Carrera impuso un régimen duro y hostil para los liberales altenses, pero bondadoso para los indígenas de la región -derogando el impuesto personal- y para los eclesiásticos -restituyendo los privilegios de la religión católica; llamando a todos los miembros del cabildo criollo les dijo tajantemente que se portaba bondadoso con ellos por ser la primera vez que lo desafiaban, pero que no tendría piedad si había una segunda vez. El general Guzmán, y el jefe del Estado de Los Altos, Marcelo Molina, fueron enviados a la capital de Guatemala, en donde fueron exhibidos como trofeos de guerra durante un destile triunfal el 17 de febrero de 1840; en el caso de Guzmán, engrilletado, con heridas sangrantes, y montado en una mula. El 26 de febrero de 1840 el gobierno de Guatemala colocó a Los Altos bajo su autoridad y el corregidor de Quetzaltenango ejercía como comandante general y superintendente de Los Altos.

### Segunda Invasión de Morazán a Guatemala
| «Todo hombre desde la edad de 14 a 50 años se presentará en el término de seis horas a tomar las armas en la casa municipal. El que no se presentara, pasado ese término, será considerado como sospechoso. Se declara la ciudad en estado de sitio.» —Rafael Carrera Tomado de: Hernández de León, F. (16 de marzo de 1959). «El capítulo de las efemérides: Invasión de Morazán». Diario La Hora (Guatemala). |

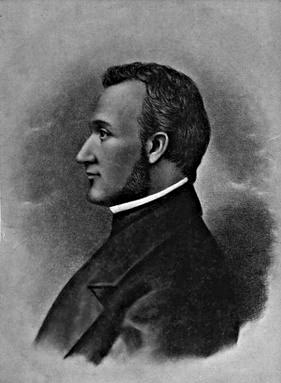
General Francisco Morazán.
Intentó invadir a Guatemala por segunda ocasión en 1840 luego de haber invadido en 1829 y expulsado a los miembros del Clan Aycinena y las órdenes regulares. En 1840 fue vencido por Carrera de manera aplastante, marcando el fin de su carrera en Centroamérica.

El 18 de marzo de 1840, siendo Morazán -jefe liberal de la ya moribunda Federación Centroamericana y del Estado de El Salvador- invadió a Guatemala con mil quinientos soldados para vengar el ultraje hecho a los vencidos en Los Altos, pues temía esta acción fuera el golpe final a los esfuerzos liberales de mantener unida a la Federación Centroamericana. En forma similar a su primera invasión en 1829, llegó hasta Barberena prácticamente sin ser molestado y aplicando una estrategia de terror y violencia; ambos bandos se caracterizaban por las atrocidades que cometían por su odio mutuo. Guatemala tenía un cordón de vigilantes desde la frontera con El Salvador; a falta de telégrafo, los hombres corrían llevando los mensajes de última hora. Con la información de estos mensajeros, Carrera urdió su plan de defensa dejando a su hermano Sotero a cargo de tropas que presentarían una leve resistencia en la ciudad.
Carrera fingió huir y llevó al improvisado ejército a las alturas de Aceituno ya que únicamente contaba con cerca de cuatrocientos hombres e igual número de cargas de fusilería, más dos cañones viejos. La ciudad quedó a merced del ejército de Morazán, con las campanas de sus veintidós templos tañendo por socorro divino. Una vez Morazán llegó a la capital, la tomó fácilmente y liberó a Guzmán, quien inmediatamente partió para Quetzaltenango para dar la noticia de que Carrera estaba derrotado; Carrera entonces, aprovechando que los enemigos se creían victoriosos, aplicó una estrategia de concentración de fuego en el Parque Central de la ciudad y la complementó con la táctica del ataque sorpresa con la cual provocó grandes bajas al ejército de Morazán para, finalmente, obligar a los sobrevivientes a luchar cuerpo a cuerpo. Ya en tal escenario de combate, los soldados de Morazán perdieron la iniciativa del ataque y su superioridad numérica. Además, desconocían la ciudad en que peleaban y tuvieron que pelear, cargar sus muertos y atender a sus heridos cuando resentían el cansancio por la larga marcha desde El Salvador a Guatemala.
De tal suerte que Carrera, para entonces ya un experimentado militar supo plantar cara y batalla a Morazán hasta derrotarlo de manera fulminante, al grado que ayudado por Ángel Molina -hijo del líder liberal Pedro Molina Mazariegos- que conocía los callejones al oeste de la ciudad, tuvo que huir con sus predilectos disfrazado y gritando «¡Qué viva Carrera!» por el barranco del Incienso hacia El Salvador, para salvar la vida. En su ausencia, Morazán había sido relevado del cargo de jefe de Estado de ese país, razón por la cual hubo de embarcar hacia el exilio en Perú.
En Guatemala, los salvadoreños sobrevivientes fueron fusilados sin piedad, mientras Carrera estaba fuera en persecución de Morazán, a quien no logró darle alcance. Este lance selló definitivamente el estatus del general Carrera y marcó el ocaso de Morazán.
Por esos años, el antropólogo John Lloyd Stephens estaba en Guatemala como representante de la Corona británica y estuvo en la frontera entre Guatemala y Honduras; Stephens hizo la siguiente descripción de las tropas de Carrera en ese entonces: «las tropas de Carrera habían regresado de San Salvador, y ocupado toda la línea de villas hasta la capital. Eran su mayoría indígenas, ignorantes, intempestivos y fanáticos que no podrían comprender mi carácter oficial, no podían leer mi pasaporte y, en el estado de cosas en que se encontraba el país, podrían tener sospechas de mí. Ya habían cometido grandes atrocidades; no había ni un cura en todo el camino; e intentar proseguir sería exponerme a robo y asesinato. Quería seguir mi camino con muchas ansias, pero hubiera sido una locura proseguir; de hecho, ningún dueño de mulas hubiera aceptado ir conmigo, y me vi obligado a regresar a Chiquimula».

### Aniquilación definitiva del Estado de Los Altos

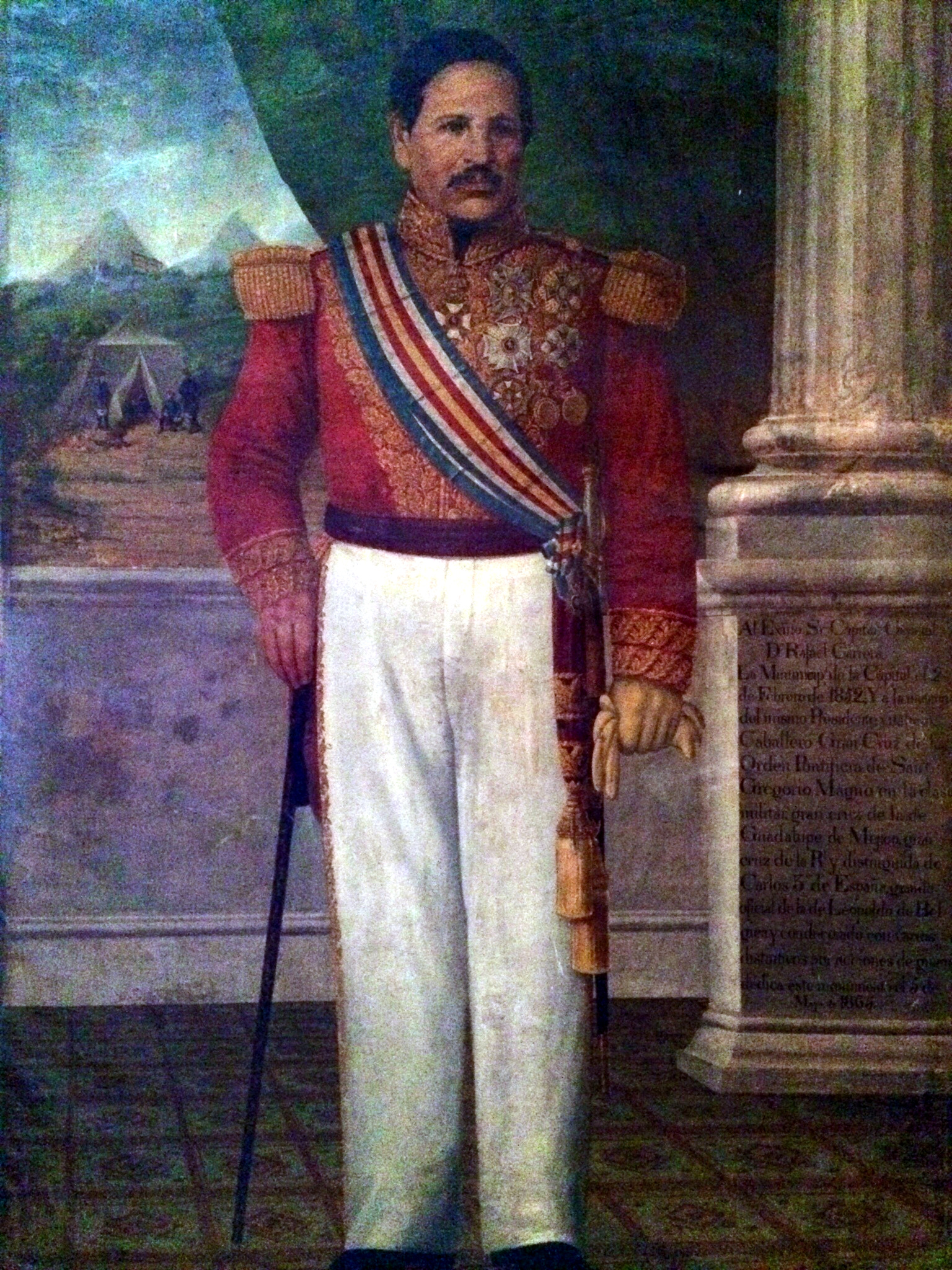
Rafael Carrera en 1854. En 1840, cuando era general de la revolución campesina, recuperó Los Altos para Guatemala.

Cuando el general Agustín Guzmán llegó a Quetzaltenango con la noticia de que Morazán había triunfado en la ciudad de Nueva Guatemala de la Asunción, la élite criolla liberal de la ciudad declaró nuevamente vigente el Estado de Los Altos. Carrera, envió al militar salvadoreño Francisco Malespín a avisar a las comunidades k'iche' y k'achikel que se prepararan nuevamente a combatir a los criollos quetzaltecos, y luego salió para Quetzaltenango decidido a escarmentar a los liberales quetzaltecos; al conocer esta noticia, la mayoría de los miembros del cabildo salió huyendo y los pocos que quedaron quisieron retractarse y pedir perdón por haber tratado de formar el estado nuevamente. Pero mientras los indígenas de la región perseguían a los criollos que huyeron, Carrera apresó a los miembros del cabildo que se habían quedado y luego los mandó a fusilar, a pesar de los reclamos de la población altense que por lo bajo murmuraba «¡Masacre! ¡Masacre!» Como resultado, los criollos liberales quedaron debilitados y mermados, y los conservadores capitalinos atemorizados; por su parte las poblaciones indígenas de Quetzaltenango se dieron cuenta de que tenían un aliado fuerte en Carrera.
Carrera confiscó y se llevó a Guatemala la imprenta del Diario de Quetzaltenango, los modernos instrumentos de música de la Banda Marcial. Los miembros liberales del cabildo criollo que fueron fusilados en la Plaza Pública fueron el alcalde, Dr. Roberto Molina Motta, hermano del Jefe del Estado de Los Altos, Mariano Molina, y los síndicos y concejales.
Cuando Carrera regresó a Guatemala a atender a su madre agonizante, los liberales de la capital salieron huyendo y el temor de los conservadores del Clan Aycinena se acrecentó, pues estaba claro que, de haberlo querido, Carrera hubiera llevado a cabo la venganza indígena aniquilando a todos los blancos. Lo único que evitó una nueva masacre fue el hecho de que Carrera necesitara del dinero del Clan Aycinena para pagarle a sus tropas.
Tras la reincorporación del Estado de Los Altos por Rafael Carrera y Turcios en abril de 1840, el secretario general del gobierno guatemalteco Luis Batres Juarros obtuvo del provisor Larrazábal y Arrivillaga la autorización del desmantelamiento de la Iglesia regionalista del Estado de Los Altos; el cura interino de Quetzaltenango, presbítero Urbano Ugarte y su coadjutor, presbítero José María Aguilar, fueron separados de su curato y del mismo modo los presbíteros de las parroquias de San Martín Jilotepeque y de San Lucas Tolimán. Larrazábal ordenó que los presbíteros Fernando Antonio Dávila, Mariano Navarrete y José Ignacio Iturrioz pasasen a cubrir respectivamente las parroquias de Quezaltenango , San Martín Jilotepeque y San Lucas Tolimán.
De acuerdo con la información de la municipalidad de Quetzaltenango, estado de Los Altos, fue destruido por un acto contra el Derecho de gentes, Internacional, el Derecho Constitucional, al ser cancelado de hecho y no de derecho, dado que el único ente que jurídicamente tenía la soberana facultad de dejarlo sin efecto era el congreso de la Federación Centroamericana. Ahora bien, este argumento carece de fundamente puesto que para el momento en que ocurrieron los hechos aquí mencionados, todos los estados centroamericanos se habían declarado como entes libres, soberanos e independientes, excepto El Salvador, porque era la sede del gobierno federal de Francisco Morazán, quien únicamente habría sido capaz de mantener la Federación si hubiera derrotado a Carrera en la batalla de la Ciudad de Guatemala. Con la derrota sufrida y la destrucción de su ejército, Morazán tuvo que salir al exilio el Perú y en El Salvador la federación se declaró extinta y se formó el Estado independiente de El Salvador, en donde Carrera colocó al militar Francisco Malespín como hombre fuerte.

### Intento de resurgimiento del Estado de Los Altos
En 1848, la situación de Guatemala era caótica y los liberales lograron que Rafael Carrera dejara el gobierno de la República de Guatemala, la cual se había constituido el 21 de marzo de 1847.. El 26 de agosto de 1848, durante la breve ausencia de Carrera del poder central, los capitulares quetzaltecos, con el apoyo del Presidente de El Salvador, Doroteo Vasconcelos, y de la facción anticarrerista de Vicente y Serapio Cruz, proclamaron, una vez más, su segregación de Guatemala con Agustín Guzmán como presidente interino y, el 5 de septiembre, eligieron un gobierno interino dirigido por Fernando Antonio Martínez. La existencia del Sexto Estado todavía se prolongó hasta el 8 de mayo de 1849, cuando el general Guzmán fue a entrevistarse con representantes del presidente Paredes a la Antigua Guatemala, momento que fue aprovechado por Rafael Carrera para tomar Quetzaltenango y quedarse en la plaza; para entonces, Carrera ya contaba con el apoyo militar del Corregidor de Suchitepéquez, José Víctor Zavala. El gobierno de Paredes había nombrado al mayor José Víctor Zavala como corregidor de Suchitepéquez para detener a Carrera; pero Zavala, en vez de detener a Carrera, se puso a sus órdenes.
Al saber la noticia, y al enterarse del masivo apoyo de las diferentes etnias indígenas al general Carrera, el presidente Mariano Paredes, tras mucho deliberar con liberales y conservadores, finalmente siguió el consejo del conservador Luis Batres Juarros, quien le hizo ver que combatir a Carrera era abrir un frente en el occidente del país, y dispuso revocar la pena de muerte sobre Carrera y nombrarlo comandante general de las Armas, con autorización para atender a la pacificación de los pueblos conmovidos en el oriente del país, y para dirigir las operaciones militares de la manera que lo creyere conveniente. Ante este decreto, los principales líderes liberales huyeron hacia El Salvador, donde les dio asilo el presidente Doroteo Vasconcelos. Finalmente, Carrera entró triunfalmente en la Ciudad de Guatemala el 8 de agosto de 1849 y Paredes evitó formar un frente occidental combatiendo a Carrera en Quetzaltenango.
Guzmán, por su parte fue a Jalapa en donde logró una tregua temporal con los líderes rebeldes León Raymundo, Roberto Reyes y Agustín Pérez; los rebeldes saquearon Jalapa el 3 y 4 de junio. Guzmán, entonces, se fue a El Salvador en donde emitió un comunicado en el que atacaba la perfidia y la inmoralidad del salvaje Rafael Carrera quien había desgobernado Guatemala en los últimos nueve años. En su comunicado hizo ver que se había ido a El Salvador para retirarse de la vida pública, pero que no podía permanecer impasible ante los hechos que ocurrían en Guatemala y que iba a combatir el retorno de Carrera con la ayuda de El Salvador, Honduras, Nicaragua y el resurgido Estado de Los Altos. Prácticamente se autonombraba el sucesor de Morazán en su empeño de combatir al general Carrera; sin embargo, no logró apoyo suficiente para llevar a cabo sus propósitos.

### Delimitación de límites con México
En 1881 se plantean problemas con Guatemala cuando el presidente Justo Rufino Barrios reclama las tierras del Soconusco y Chiapas. La postura inicial del Gobierno de México era de no aceptar discusión sobre sus derechos en esa región. 
Sin embargo, a partir de 1882 se inició un diálogo para resolver el problema entre Matías Romero y Justo Rufino en El Malacate en la Hacienda de Barrios (Soconusco), donde ambos tenían posesiones. Decidieron acudir al arbitraje de los Estados Unidos. El Convenio Preliminar se firmó en Nueva York el 12 de agosto de 1882, y en él se establecía que: «la República de Guatemala prescinde de la discusión que ha sostenido acerca de los derechos que le asisten al territorio de Chiapas y su departamento de Soconusco» por lo que la posición de México quedaba bien establecida en cuanto a sus derechos de esos territorios.
El Tratado de Límites definitivo se firmó en Ciudad de México el 27 de septiembre de 1882. En su primer artículo dispone que: «La República de Guatemala renuncia para siempre a los derechos que juzga tener sobre el territorio del Estado de Chiapas y de su Distrito de Soconusco, y en consecuencia, considera dicho territorio como parte integrante de los Estados Unidos Mexicanos.» En cuanto al trazado de la frontera propiamente dicho, México y Guatemala acordaron utilizar líneas rectas entre puntos clave conocidos y aceptados por ambos países. Los trabajos de medición y delimitación concluyeron en 1902. En el Soconusco Guatemala avanzó hasta el río Suchiate y México recibió la comarca de Motozintla.
La región mantiene carácter propio en la actualidad, y «Los Altos» sigue siendo una denominación común para la región de Quetzaltenango.